# Oratório Recreativo Clube
El Oratório Recreativo Clube es un equipo de fútbol de la ciudad de Macapá, capital del estado de Amapá, Brasil, que actualmente juega en el Campeonato Amapaense, la primera división de fútbol de Amapá, Brasil.

## Historia
Fue fundado el 15 de agosto de 1969 en la ciudad de Macapá del estado de Amapá por un grupo de jóvenes comandado por Odoval Moraes de la comunidad de la Iglesia de Nuestra Señora de Fátima. Al principio los jugadores del club debían de asistir a misa por ser un club de origen cristiano, pero esa costumbre dejó de ser obligatoria.
El club fue el primer equipo del estado de Amapá en participar en la Copa Junior de Sao Paulo en 2001, participando en ella en otras dos ediciones, aunque el club entre 2001 y 2009 pasó inactivo por recomendación de sus consejeros.
En 2012 gana el título del Campeonato Amapaense por primera vez en su historia, clasificando a la Copa de Brasil de 2013, donde fue eliminado en la primera ronda por el Goiás EC del estado de Goiás en su primera aparición en una competición a escala nacional.
El club actualmente se ubica entre los primeros 250 equipos en la clasificación de la Confederación Brasileña de Fútbol.

## Palmarés
- Campeonato Amapaense: 1

2012
- Torneo Inicio Amapá: 1

1995